# Alfrēds Rubiks

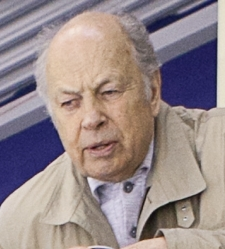
Alfred Rubiks, April 2012

Alfrēds Rubiks (russisch Альфред Петрович Рубикс; * 24. September 1935 in Daugavpils, Lettland) ist ein sowjetisch-lettischer Politiker. Er war Vorsitzender der Sozialistischen Partei Lettlands, war 2. Vorsitzender des ehemaligen Parteienbündnisses Saskaņas Centrs sowie ehemaliger Abgeordneter im Europäischen Parlament.

## Jugend und Zeit der Sowjetunion
Alfrēds Rubiks entstammt bäuerlichen Verhältnissen. Sein Vater fiel im Zweiten Weltkrieg in der Roten Armee – sein Stiefvater war bei der Lettischen Legion. Als Fünfzehnjähriger organisierte er eine Komsomol-Gruppe in seiner Siedlung. Ab 1954 studierte er an der Lettischen Staatlichen Universität. Danach arbeitete er in einer Rigaer Maschinenbaufabrik und leistete seinen Wehrdienst ab. 1959 wurde er Mitglied der Kommunistischen Partei der Sowjetunion und war später (von 1962 bis 1982) im Komsomol tätig. 1963 machte er am Rigaer Polytechnikum einen Abschluss als Ingenieur. Ab 1976 hatte er Ämter in der Rigaer Stadtverwaltung inne. 1980 schloss er an der Höheren Parteischule Leningrad ab und stand seit 1984 an der Spitze der Rigaer Stadtverwaltung. Danach war er Abgeordneter des höchsten Sowjets der Lettischen SSR und ab 1990 Erster Sekretär des Zentralkomitees der Kommunistischen Partei Lettlands. Von 1990 bis 1991 war Rubiks Mitglied des Politbüros der KPdSU.

## Nach der lettischen Unabhängigkeit
1991 empfand er über den Augustputsch Perestroika-feindlicher Kommunisten gegen den Staatspräsidenten und Parteichef Michail Gorbatschow „Freude und Stolz“ und stand an der Spitze des Notstandskomitees in Lettland. Nach dem Scheitern des Putschs und Verbot seiner Partei wurde Rubiks 1991 verhaftet und des „Hochverrats“ angeklagt. Gleichwohl konnte Rubiks 1993 bei der Wahl zur 5. Saeima antreten und zog für die Kandidatenliste Līdztiesība (dt.: Gleichheit) in die Saeima, das Parlament der nunmehr wieder unabhängigen Republik Lettland, ein. 1995 wurde eine gerichtliche Verurteilung zu 8 Jahren Gefängnis wegen „Aktivitäten, die auf einen Staatsstreich zielten“ rechtskräftig. Rubiks wurde im November 1997 vorzeitig entlassen und war 1998 an der Entstehung des Parteienbündnisses Für Menschenrechte in einem vereinten Lettland beteiligt. 1999 wurde Rubiks Vorsitzender der Sozialistischen Partei Lettlands und blieb es bis 2015. Außerdem war er zeitweise Redakteur der Zeitschriften Latvijas Sociālists und Марксизм и современность.
Von 2005 bis 2014 war Rubiks zweiter Vorsitzender des Parteienbündnisses Saskaņas Centrs. Von 2009 bis 2014 war er Abgeordneter im Europäischen Parlament. Dort schloss er sich der Fraktion Vereinte Europäische Linke/Nordische Grüne Linke an.

## Privatleben
Alfrēds Rubiks ist verheiratet und hat zwei Kinder. Angeln zählt zu seinen Hobbys.

## Schriften
- Голосовали цветами (Рассказ политзаключенного-кандидата в президенты Латвии) – Rīga, 1997 (auch erschienen als Отечество – боль моя im Verlag: „Информпечать“ Moskau 1999.)
- Требую признать невиновным – Verlag: Международные отношения, Moskau 2001, ISBN 5-7133-1081-7